# Birgit Heinecke
Birgit Heinecke, ursprungligen Richter, född den 10 april 1957 i Magdeburg, Tyskland, är en före detta östtysk handbollsspelare.
Hon spelade för klubblaget SC Magdeburg i DDR:s högsta liga Oberliga. 1981 vann hon tyska mästerskapet med Magdeburg.
Hon spelade 57 landskamper för DDR och blev världsmästare med Östtysklands damlandslag i handboll vid världsmästerskapet i handboll för damer 1978.  Två år senare vann hon  OS-brons i damernas turnering i samband med de olympiska handbollstävlingarna 1980 i Moskva.  År 1979 tilldelades hon Fäderneslandets förtjänstorden i brons av DDR.

## Privatliv
Efter sin karriär arbetade hon med utbildning för SC Magdeburg. Senare efter 1990 arbetade hon på marknadsavdelningen på dagstidningen Volksstimme i Magdeburg. Från 2004 till 2009 var hon marknadschef på Ostsee-Zeitung i Rostock. Sedan efter 2009 arbetade hon för Volkszeitung i Leipziger.